# 威武门
威武门，俗称大东门，是合肥城门中规模最大的一座，在今淮河路与环城公园东路交口附近。唐朝天祐年间，杨行密部将张崇于此建五凤楼，因落成时其上落有五色鸟而得名。据《嘉庆合肥县志》，威武门“楼五楹二层，月城楼三楹，门外有陷马坑。”三庐阳区政府曾提出重建威武门及部分合肥城墙。有取自城门俗名的地铁车站大东门站。